# Sornay
Sornay é uma comuna francesa na região administrativa de Borgonha-Franco-Condado, no departamento Saône-et-Loire. Estende-se por uma área de 18,12 km². Em 2010 a comuna tinha 2 057 habitantes (densidade: 113,5 hab./km²).